# Elsie Lockeová
Elsie Locke, rodným jménem Elsie Violet Farrelly (17. srpna 1912 Hamilton – 8. dubna 2001 Christchurch), byla novozélandská spisovatelka a jedna z vůdčích osobností feminismu a mírového hnutí. Univerzita v Canterbury jí v roce 1987 udělila čestný doktorát.
Narodila se do poměrně málo vzdělané, avšak progresivní rodiny. Její otec byl výrazným podporovatelem vzdělání, matka byla sufražetkou, přičemž už jako dítě byla Elsie svědkem škod, která napáchala První světová válka, což se stalo základem jejího pozdějšího pacifistického smýšlení. Během Velké hospodářské krize vystudovala univerzitu v Aucklandu a krátce po získání bakalářského titulu vstoupila do komunistické strany. Své socialistické myšlenky publikovala v autobiografické knize Student at the gates, vydané v roce 1981. Stala se vůdkyní odnože komunistické strany ve Wellingtonu a v roce 1941 se vdala za předsedu odnože v Christchurchi, Jacka Lockea.
Poté, co onemocněla kostní tuberkulózou, několik let se léčila, přičemž se snažila reformovat ideologii komunistické strany. Stala se kritikem stalinismu a, na protest proti sovětskému zásahu v maďarské revoluci, v roce 1956 komunistickou stranu opustila. V první polovině 20. století byla spolu s manželem považována za nejprominentnější komunistickou rodinu v zemi, Jack Locke ve straně, na rozdíl od své ženy, zůstal až do své smrti. Jako komunistický prominent byla sledována západními tajnými službami.
Po svém odchodu z komunistické strany se dále angažovala v mírovém hnutí, přičemž se stala jedním z vůdců organizace CND, bojující proti jadernému zbrojení. Za její největší dílo je považována kniha napsaná podle skutečné události, The Runaway Settlers, mapující život farmářky Mary Elizabeth Small, která utekla na novozélandský venkov z Austrálie.